# Corde sympathique

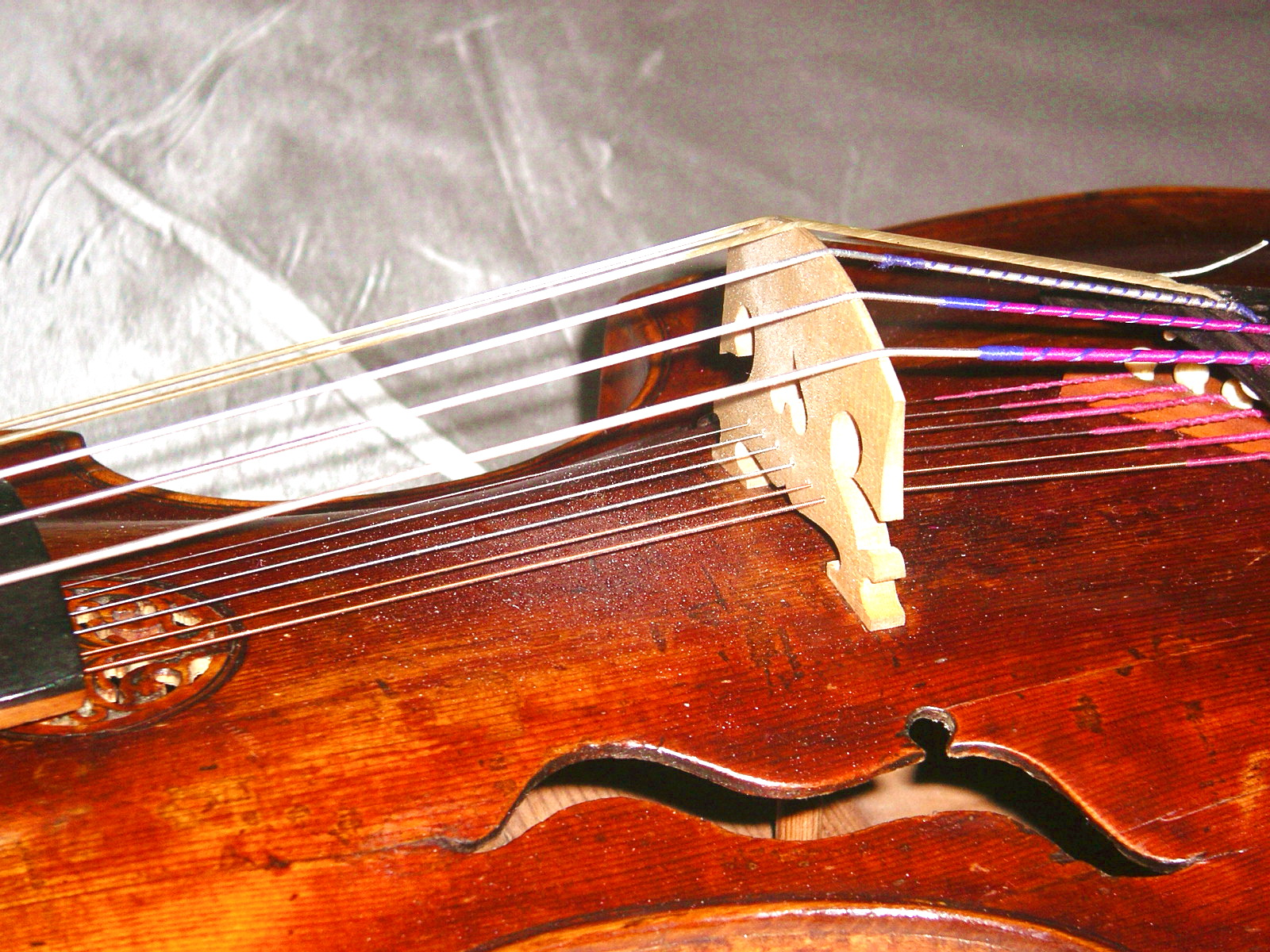
Chevalet d'une viole d'amour, traversé par les cordes sympathiques et supportant les cordes de jeu

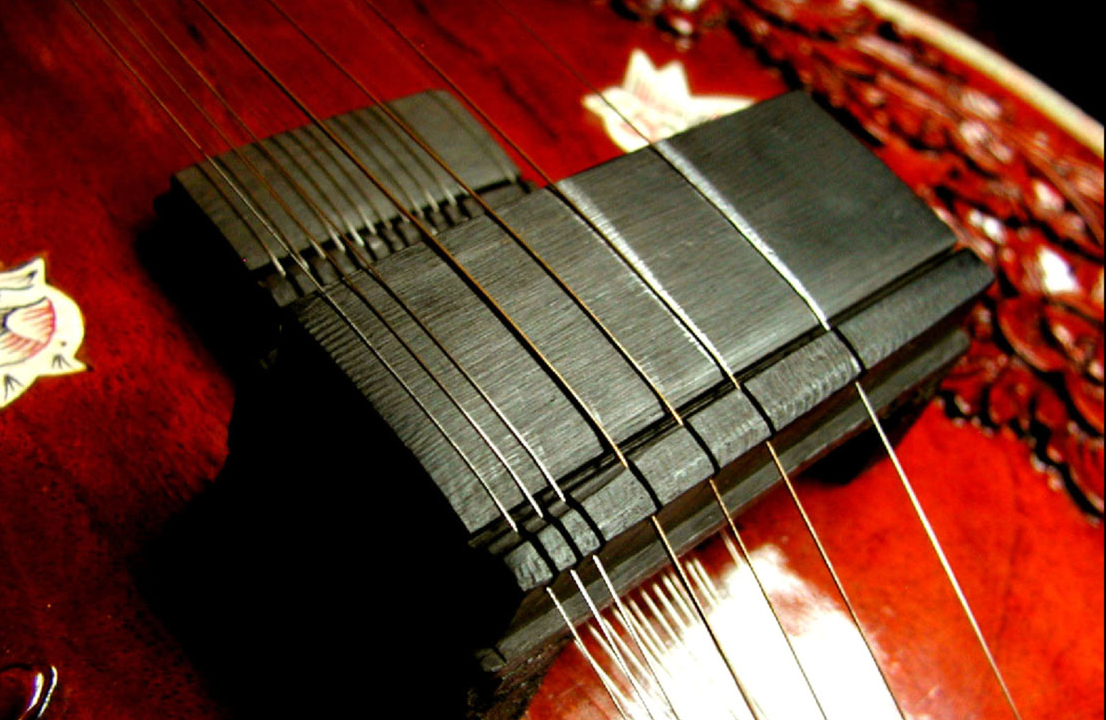
Chevalets indépendants d'un sitar

Sur un instrument de musique à cordes, les cordes sympathiques sont des cordes libres, sur lesquelles on n'exerce aucune action, mais qui entrent en vibration par simple résonance — par sympathie — avec les notes jouées de même hauteur (fréquence). Ce sont des oscillateurs couplés.
Ce phénomène peut se produire sur les cordes frottées, pincées ou frappées. Le son de ces instruments est ainsi plus aéré et donne l'impression de réverbération — acoustique résonante d'un lieu.
Il s'agit habituellement de cordes métalliques, car elles sont moins dispersives et possèdent donc un potentiel de résonance supérieur aux cordes en boyau.
Les cordes sympathiques passent souvent au-dessous des cordes de jeu, soit sur le même chevalet, soit sur un chevalet autonome.
Elles sont fixées de différentes façons :
- sur la tête de l'instrument rallongée pour accueillir des chevilles surnuméraires ;
- fixation par des pointes en haut de l'instrument, et accord sur des chevilles placées dans le tasseau, au bas de la caisse de résonance ;
- fixation sous la touche, avec un système d'accord au bas de la caisse ;
- fixation par des chevilles le long du manche (système le plus fréquent dans les instruments indiens).

On a coutume d'appeler les instruments à cordes sympathiques des « instruments d'amour ». Cependant, il serait plus juste de les nommer « instruments all'inglese », les Anglais ayant la réputation, dès le XVIIe siècle, d'avoir inventé le procédé. On le trouve pourtant décrit chez Glaréan au XVIe siècle. Notons enfin que toute corde métallique non étouffée devient une corde sympathique sur un clavecin ou un clavicorde. Le procédé était donc connu depuis très longtemps.

## Exemple: vibration par sympathie des cordes de harpe
Dans le cas de la harpe, les vibrations par sympathie sont omniprésentes. En effet, une harpe à double-mouvement classique possède 47 cordes, c'est-à-dire énormément de possibilités pour les cordes d'interagir les unes avec les autres. 
Par une étude des couplages en acoustique, on peut montrer que le couplage par sympathie des cordes entre elles est possible grâce à la table d'harmonie sur laquelle les cordes sont fixées. Les ondes sonores se propagent le long de la table, excitant ainsi les modes propres de la table, mais aussi les modes de certaines cordes.
L'aspect énergétique du phénomène de vibration par sympathie dans le cas de la harpe est abordé par Jean-Loïc Le Carrou dans sa thèse Vibro-acoustique de la harpe de concert.